# Sabine Seume
Sabine Seume (* 11. Februar 1963 in Mülheim an der Ruhr; † 17. April 2021 in Düsseldorf) war eine deutsche Tänzerin, Choreographin, Ensemble-Leiterin und Tanz-Lehrerin. Seume zählte zu den Repräsentanten von Butoh-Tanz in Deutschland.

## Leben
Nach einer Ausbildung an der Folkwang-Hochschule in Essen in klassischem und modernem Tanz unter Leitung von Pina Bausch und nach mehreren Engagements in der Bundesrepublik und der Schweiz, ging sie nach Japan, um dort in der Butoh-Companie Ariadone von Carlotta Ikeda zu tanzen. Die Auseinandersetzung mit der Tanzform Butoh prägte in hohem Maße die Arbeit der folgenden Jahre von Sabine Seume und veränderte ihre Art zu tanzen und zu gestalten grundlegend. Durch die Zusammenarbeit mit Künstlern anderer Sparten entwickelte sie einen eigenen Stil, der jedoch weit über klassischen und modernen Tanz oder Butoh hinausgeht.

## Themen
Hinsichtlich ihrer Themensuche vollzog Sabine Seume im Laufe ihrer künstlerischen Laufbahn markante Paradigmenwechsel. Waren ihre ersten Stücke stark initiiert und geprägt durch mythologische Muster und Bilder, so wurden in den letzten Jahren aktuelle, gesellschaftliche oder politische Ereignisse mehr und mehr zum Auslöser für ihre Stücke, so zum Beispiel bei Gefallene Engel, einem Tanzstück zum Thema Gewalt, das durch die Ereignisse des 11. September motiviert und beeinflusst wurde. In der szenischen Multimedia-Revue Nirvana Boulevard mit dem Initiator und Komponisten Martin Hoemberg und dem Videokünstler Ludwig Kuckartz stellte ihr Butoh-Ensemble die Protagonisten des Stücks. Mehrere ihrer Produktionen erfolgten in Kooperation mit dem Tanzhaus NRW.

## Nominierungen und Auszeichnungen
- 1994: Prix Mandapa  für das beste Solo
- 1997: Brams Festival Belgrad, 1. Preis für das experimentellste Stück
- 1998: Nominierung für den Förderpreis Darstellende Kunst der Stadt Düsseldorf[2]
- 2000: Ausgewählt für die Tanzstraße/Rheinschiene, Onnagata
- 2003: Ausgewählt für die Tanzstraße/Rheinschiene, Gefallene Engel
- 2004: Ausgewählt für das 15. Bundestreffen „Jugendclubs an Theatern“ mit „Das macht mich noch ganz irrrrre“
- 2009: Publikumspreis beim „25. Kinder- und Jugendtheatertreffen NRW“ für „Der Seelenvogel“